# Коморовиці (Вроцлавський повіт)
Коморовиці (пол. Komorowice) — село в Польщі, у гміні Журавіна Вроцлавського повіту Нижньосілезького воєводства.
Населення — 285 осіб (2011).
У 1975-1998 роках село належало до Вроцлавського воєводства.

## Демографія
Демографічна структура станом на 31 березня 2011 року:
|          | Загалом | Допрацездатний вік | Працездатний вік | Постпрацездатний вік |
| -------- | ------- | ------------------ | ---------------- | -------------------- |
| Чоловіки | 139     | 35                 | 98               | 6                    |
| Жінки    | 146     | 35                 | 97               | 14                   |
| Разом    | 285     | 70                 | 195              | 20                   |